# Unterseeboot 592
L'Unterseeboot 592 ou U-592 est un sous-marin allemand (U-Boot) de type VIIC utilisé par la Kriegsmarine pendant la Seconde Guerre mondiale.
Le sous-marin fut commandé le 16 janvier 1940 à Hambourg (Blohm & Voss), sa quille fut posée le 30 octobre 1940, il fut lancé le 20 août 1941 et mis en service le 16 octobre 1941, sous le commandement du Kapitänleutnant Carl Borm.
Il fut coulé par des charges de profondeur de navires de guerre britanniques au sud-ouest de l'Irlande, en janvier 1944.

## Conception
Unterseeboot type VII, l'U-592 avait un déplacement de 769 tonnes en surface et 871 tonnes en plongée. Il avait une longueur totale de 67,10 m, un maître-bau de 6,20 m, une hauteur de 9,60 m et un tirant d'eau de 4,74 m. Le sous-marin était propulsé par deux hélices de 1,23 m, deux moteurs diesel Germaniawerft M6V 40/46 de 6 cylindres en ligne de 1400 cv à 470 tr/min, produisant un total de 2 060 à 2 350 kW en surface et de deux moteurs électriques BBC GG UB 720/8 de 375 cv à 295 tr/min, produisant un total 550 kW, en plongée. Le sous-marin avait une vitesse en surface de 17,7 nœuds (32,8 km/h) et une vitesse de 7,6 nœuds (14,1 km/h) en plongée. Immergé, il avait un rayon d'action de 80 milles marins (150 km) à 4 nœuds (7,4 km/h; 4,6 milles par heure) et pouvait atteindre une profondeur de 230 m. En surface son rayon d'action était de 8 500 milles nautiques (soit 15 700 km) à 10 nœuds (19 km/h).
L'U-592 était équipé de cinq tubes lance-torpilles de 53,3 cm (quatre montés à l'avant et un à l'arrière) qui contenait quatorze torpilles. Il était équipé d'un canon de 8,8 cm SK C/35 (220 coups) et d'un canon antiaérien de 20 mm Flak. Il pouvait transporter 26 mines TMA ou 39 mines TMB. Son équipage comprenait 4 officiers et 40 à 56 sous-mariniers.

## Historique
Il reçut sa formation de base au sein de la 6. Unterseebootsflottille jusqu'au 1er février 1942, il intégra sa formation de combat dans cette même flottille et, à partir du 1er juillet 1942, fut affecté dans la 11. Unterseebootsflottille puis retourna dans la 6. Unterseebootsflottille.
Sa première patrouille fut précédée par un court voyage de Hambourg à Heligoland en février 1942. Elle commença réellement le 3 mars au départ de Heligoland. Il navigua au large des côtes de Norvège et arriva à Bergen le 23 mars.
Lors de sa deuxième patrouille, il navigua en Mer de Barents.
Sa troisième sortie fut précédée de brefs voyages de Bergen à Hambourg, puis de Kiel à Bergen. Elle commença réellement le 17 juillet 1942 au départ de Bergen. Il couvrit de vastes régions en Mer de Norvège et en Mer du Nord avant d'arriver à Skjomenfjord, le 14 août.
L'U-592 patrouilla vers Spitzberg et l'Islande du 10 au 28 septembre 1942, sans aucun succès.
L'U-Boot quitta Skjomenfjord le 7 octobre 1942. Le 14 octobre, il eut son premier et seul succès, lorsqu'il coula le bateau soviétique Shchors avec une mine à l'ouest de l'entrée du Détroit du Yugar. Le navire fut remorqué vers la baie de Belouchia Gouba lorsqu'il sombra dans 11 mètres d'eau.
Entre novembre et décembre 1942 le sous-marin patrouilla dans l'Atlantique Nord à la recherche de convois.
L'U-592 quitta Bergen le 9 mars 1943 à destination de la côte Atlantique française. Il navigua entre l'Islande et les Îles Féroé (zone GIUK) et patrouilla jusqu'au sud-est du Groenland avant rentrer à Saint-Nazaire, le 18 avril.
Le sous-marin quitta Saint-Nazaire pour la dernière fois le 10 janvier 1944.
Le 29 janvier, l'U-592 fut gravement endommagé par un B-24 Liberator du VB-100, l'avion fut également touché lors du combat. Le sous-marin plongent et à s'échappe.
C'est après cette confrontation qu'il fut chassé et coulé le 31 janvier 1944 à la position 50° 20′ N, 17° 29′ O, par les navires de la 2nd Escort Group (Royal Navy) (en), HMS Starling, HMS Wild Goose et HMS Magpie, au sud-ouest de l'Irlande.
Les 49 membres d'équipage meurent dans cette attaque.

## Affectations
- 6. Unterseebootsflottille du 16 octobre 1941 au 1er février 1942 (Période de formation).
- 6. Unterseebootsflottille du 1er février 1942 au 30 juin 1942 (Unité combattante).
- 11. Unterseebootsflottille du 1er juillet 1942 au 28 février 1943 (Unité combattante).
- 6. Unterseebootsflottille du 1er mars 1943 au 31 janvier 1944 (Unité combattante).

## Commandement
- Kapitänleutnant Carl Borm du 16 octobre 1941 au 24 juillet 1943.
- Commandement vacant du 25 juillet 1943 au 1er septembre 1943.
- Oberleutnant zur See Heinz Jaschke du 2 septembre 1943 au 31 janvier 1944.

## Patrouilles
|       | Commandant          | Départ            | Départ       | Arrivée           | Arrivée      | Jours     | Succès  |
| ----- | ------------------- | ----------------- | ------------ | ----------------- | ------------ | --------- | ------- |
|       | Kptlt. Carl Borm    | 19 février 1942   | Hambourg     | 23 février 1942   | Heligoland   | 5 jours   |         |
| 1     | Kptlt. Carl Borm    | 3 mars 1942       | Heligoland   | 23 mars 1942      | Bergen       | 21 jours  |         |
| 2     | Kptlt. Carl Borm    | 1er avril 1942    | Bergen       | 23 avril 1942     | Bergen       | 23 jours  |         |
|       | Kptlt. Carl Borm    | 20 mai 1942       | Bergen       | 23 mai 1942       | Hambourg     | 4 jours   |         |
|       | Kptlt. Carl Borm    | 5 juillet 1942    | Hambourg     | 5 juillet 1942    | Kiel         | 1 jours   |         |
|       | Kptlt. Carl Borm    | 11 juillet 1942   | Kiel         | 14 juillet 1942   | Bergen       | 4 jours   |         |
| 3     | Kptlt. Carl Borm    | 17 juillet 1942   | Bergen       | 14 août 1942      | Skjomenfjord | 29 jours  |         |
| 4     | Kptlt. Carl Borm    | 10 septembre 1942 | Skjomenfjord | 28 septembre 1942 | Skjomenfjord | 19 jours  |         |
| 5     | Kptlt. Carl Borm    | 7 octobre 1942    | Skjomenfjord | 19 octobre 1942   | Skjomenfjord | 13 jours  | 3 770   |
| 6     | Kptlt. Carl Borm    | 9 novembre 1942   | Skjomenfjord | 15 décembre 1942  | Narvik       | 37 jours  |         |
|       | Kptlt. Carl Borm    | 16 décembre 1942  | Narvik       | 18 décembre 1942  | Bergen       | 3 jours   |         |
| 7     | Kptlt. Carl Borm    | 9 mars 1943       | Bergen       | 18 avril 1943     | St. Nazaire  | 41 jours  |         |
| 8     | Kptlt. Carl Borm    | 29 mai 1943       | St. Nazaire  | 14 juillet 1943   | St. Nazaire  | 47 jours  |         |
| 9     | Oblt. Heinz Jaschke | 25 septembre 1943 | St. Nazaire  | 25 novembre 1943  | St. Nazaire  | 62 jours  |         |
| 10    | Oblt. Heinz Jaschke | 10 janvier 1944   | St. Nazaire  | 31 janvier 1944   | Coulé        | 22 jours  |         |
| Total | Total               | Total             | Total        | Total             | Total        | 331 jours | 3 770 t |

Note : Kptlt. = Kapitänleutnant - Oblt. = Oberleutnant zur See

### Opérations Wolfpack
L'U-592 opéra avec les Rudeltaktik (meute de loups) durant sa carrière opérationnelle :
- Wrangel (11-18 mars 1942)
- Naseweis (10 avril 1942)
- Bums (10-14 avril 1942)
- Blutrausch (15-19 avril 1942)
- Nebelkönig (27 juillet – 13 août 1942)
- Trägertod (19-22 septembre 1942)
- Boreas (19 novembre – 9 décembre 1942)
- Seeteufel (21-30 mars 1943)
- Löwenherz (1-10 avril 1943)
- Siegfried (22-27 octobre 1943)
- Siegfried 2 (27-30 octobre 1943)
- Jahn (31 octobre – 2 novembre 1943)
- Tirpitz 4 (2-8 novembre 1943)
- Eisenhart 8 (9-10 novembre 1943)
- Rügen (21-26 janvier 1944)
- Hinein (26-29 janvier 1944)

## Navire coulé
L'U-592 coula 1 navire marchand de 3 770 tonneaux au cours des 10 patrouilles (331 jours en mer) qu'il effectua.
| Date            | Nom     | Nationalité      | Tonnage | Convoi | Fait         | Localisation         |
| --------------- | ------- | ---------------- | ------- | ------ | ------------ | -------------------- |
| 14 octobre 1942 | Shchors | Union Soviétique | 3 770   | -      | Coulé (mine) | 69° 45′ N, 60° 45′ E |